# Oligosarcus planaltinae

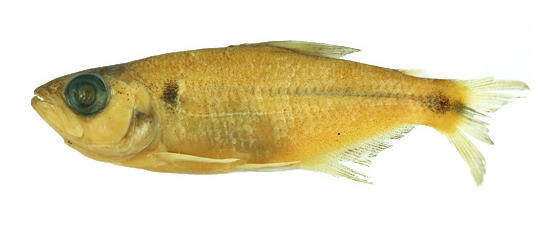
Imatge d'un especimen de Oligosarcus planaltinae.

Oligosarcus planaltinae és una espècie de peix de la família dels caràcids i de l'ordre dels caraciformes.

## Morfologia
- Els mascles poden assolir 9,9 cm de llargària total i les femelles 7,9.[4]

## Hàbitat
Viu en zones de clima tropical.

## Distribució geogràfica
Es troba a Sud-amèrica: conca del riu Paranaiba (Goiás, Brasil).